# Mara (dessinatrice)
Pour les articles homonymes, voir Mara.
Margaux Kindhauser (alias Mara), est une dessinatrice, scénariste et coloriste autodidacte suisse de bandes dessinées. Née le 9 juillet 1983 à Bâle, elle a grandi à Genève et vit depuis 2008 dans le canton de Vaud.

## Biographie
Elle s’oriente vers la bande dessinée à l’âge de 18 ans sous l’impulsion d’une autre auteure de bande dessinée, Valentine Pasche. Ses inspirations proviennent notamment de la littérature et du cinéma, comme les dessins animés de Walt Disney Pictures, les œuvres de Conan Doyle et plus précisément le personnage de Sherlock Holmes et la saga Harry Potter de J.K. Rowling. La série Clues est sa première œuvre, une histoire policière dans une Londres Victorienne. Elle est également active comme illustratrice.
Elle tient un blog Tumblr nommé My Little Bazaar ainsi qu'une galerie DeviantArt.

## Publications

### Séries

#### Clues
Scénario, dessin et couleurs, éditions Akileos

À la fin du XIXe siècle, Emily revient à Londres afin d'élucider le meurtre de sa mère survenu dans des circonstances mystérieuses alors qu'elle était enfant. Elle parvient à intégrer Scotland Yard et devient l'assistante du renommé inspecteur Hawkins…
1. Sur les traces du passé, 46 planches, avec un carnet de croquis de 8 pages en fin d'album, 2008 (DL 06/2008)  (ISBN 978-2-35574-009-1)
2. Dans l’ombre de l’ennemi, 46 planches, avec un carnet de croquis de 8 pages en fin d'album, 2010 (DL 03/2010)  (ISBN 978-2-35574-050-3)
3. Cicatrices, 46 planches, avec un carnet de croquis de 8 pages en fin d'album, 2012 (DL 09/2012)  (ISBN 978-2-355-74097-8)
4. À la croisée des chemins, 46 planches, avec un carnet de croquis de 8 pages en fin d'album, 2015 (DL 09/2015)  (ISBN 978-2-355-74224-8)

INT. Intégrale, 184 planches, avec un carnet de croquis de 26 pages en fin d'album, 2016 (DL 10/2016)  (ISBN 978-2-355-74285-9)

#### Spirite
Scénario et dessin, couleurs avec Carole Bride et Sûria Barbier, éditions Drakoo

À New York en 1931, une vague d'assassinat frappe la communauté des spiritologues. L'un d'entre eux, Ian Davenport cherche de l'aide auprès de la revue Supernatureal afin d'alerter ses confrères du danger. À la rédaction de la revue, il fait la rencontre d'une journaliste sceptique à l’égard de ce qui est du registre du surnaturel, Nell Lovelace. Le duo va enquêter sur les meurtres qui seraient commandités par un certain Arroway et seraient reliés à la terrible explosion d’origine mystérieuse survenue à Tunguska (Sibérie) en 1908…
1. Tunguska, 54 planches, grand format, première édition avec couverture avec vernis sélectif et enluminures dorées (1er et 4e plats) et carnet de croquis de 8 pages en fin d'album, 2020 (DL 10/2020)  (ISBN 978-2-490-73507-5)
2. Obsession, 54 planches, grand format, première édition avec couverture avec vernis sélectif et carnet de croquis de 8 pages en fin d'album, 2022 (DL 05/2022)  (ISBN 978-2-490-73562-4)

### One Shot
- Champagne, avec Georges Pop (scénario), Éditions BD-Force, 2009
- Georges Pop, Champagne contre Champagne, BD-Force, 2009
- Bienvenue au Locle, avec Georges Pop (scénario), Éditions BD-Force
- Détectives Tome 6 - John Eaton - Eaton in love, 54 planches, avec Herik Hanna (scénario) et Lou (Simon Canthelou - couleurs), Delcourt coll. « Conquistador », 2016 (DL 08/2016)  (ISBN 978-2-7560-7944-8)

### Ouvrages collectifs
Dessin
- Histoires et Légendes Normandes Tome 3 – La Marée des âmes, avec Raphaël Tanguy (scénario) et divers auteurs (dessin), Association l'Eure du Terroir, 2010 (DL 08/2010),  (ISBN 978-2-9700768-0-3)
- Préjugés – Histoire de l’antisémitisme à travers les âges, avec Georges Pop (scénario) et dives auteurs (scénario et dessin), CICAD, 2011 (DL 10/2011)  (ISBN 978-2-9533278-2-3)
- Vivre libre ou mourir ! - 9 récits de Résistance, avec Jean-Christophe Derrien (scénario) et divers auteurs (dessin), Le Lombard, 2011 (DL 09/2011)  (ISBN 978-2-8036-2935-0)
- La cuisine, BD-FIL, 2012 (ISBN 978-2-940438-06-8)
- Axolot Tome 2 - Histoires extraordinaires & sources d'étonnement - Volume 2, + couleurs, avec Patrick Baud et Herik Hanna (scénario) et divers auteurs (dessin), Delcourt, 2015 (DL 11/2015)  (ISBN 978-2-7560-7193-0)
- Héro(ïne)s : la représentation féminine en bande-dessinée, avec Jean-Christophe Deveney et Isabelle Guillaume (scénario) et divers auteurs (dessin), Lyon BD festival, 2016 (DL 11/2016)  (ISBN 978-2-9547148-5-1)

### Illustratrice
- Affiche pour le festival BD Bulles à Croquer à Saint-Brieuc, édition 2012[4].
- Louisa May Alcott (trad. de l'anglais), Les quatre filles du Docteur March, Paris, Hachette, coll. « Les classiques de la Rose », 2012, 295 p. (ISBN 978-2-01-202782-4), couverture et illustrations.
- Louisa May Alcott (trad. de l'anglais), Le Docteur March marie ses filles, Paris, Hachette, coll. « Les classiques de la Rose », 2013, 341 p. (ISBN 978-2-01-203591-1), couverture et illustrations
- Sketchbook Mara, Montpellier, Comix Buro, 2013 (ISBN 978-2-916518-67-1)